# 삼산면 (강화군)
삼산면(三山面)은 대한민국 인천광역시 강화군의 면이다. 네면이 바다로 둘러싸여 있고 농업과 어업이 주업이다. 지방유형문화재 제27호인 보문사 석실과 제29호인 보문사 마애석불좌상 등 주요 문화재와 민머루해변이 유명하다. 강화군 6대산중 하나인 해명산을 비롯하여 낙가산, 상봉산이 위치하고 있어 삼산면으로 호칭한 것으로 추정된다.

## 개요
삼산면은 조선시대에는 석모도(현 석모리), 돌케동(현 석포리)·금동(현 매음리) 등 3개동으로 구분하여 호칭되었고, 1914년 강화군과 교동군이 통폐합되면서 교동군에 속했던 송가도(현 상, 하리)가 삼산면으로 환원되면서 부속 도서인 서검리, 미법리를 포함하여 총 7개 리로 구성되게 되었다.

## 법정리
- 석모리(席毛里)
- 상리(上里)
- 하리(下里)
- 석포리(石浦里)
- 매음리(煤音里)
- 서검리(西檢里)
- 미법리(彌法里)

## 교육
- 삼산초등학교
- 해명초등학교
- 삼산승영중학교

## 명소
- 민머루해변
- 보문사
- 삼산저수지
- 하리저수지
- 어류정저수지
- 석모도자연휴양림